# Clive Forster Cooper
Sir Clive Forster Cooper (3 d'abril del 1980 a Hampstead, Londres – 23 d'agost del 1947) fou un paleontòleg anglès.
Fou director del Natural History Museum entre el 1938 i el 1947. El 1911 descobrí els ossos de Paraceratherium al Balutxistan.